# Толмачёвский каскад ГЭС
Толмачёвский каскад ГЭС — каскад гидроэлектростанций на реке Толмачёва в Камчатском крае, в Усть-Большерецком районе. Каскад включает в себя Толмачёвскую ГЭС-1, Толмачёвскую ГЭС-2, Толмачёвскую ГЭС-3 общей мощностью 45,4 МВт. Существуют предварительные проектные проработки по Толмачёвской ГЭС-4. С 2006 года станции Каскада связаны с Центральным энергоузлом Камчатской области, работают по пиковому графику. Также станции каскада полностью обеспечивает энергоснабжение Усть-Большерецкого района, что позволило отказаться от работы дизельных электростанций, использующих дорогое привозное топливо.  Толмачёвский каскад эксплуатируется ПАО «Камчатскэнерго» (дочернее общество ПАО «РусГидро»).

## Толмачёвская ГЭС-1
52°46′37″ с. ш. 157°34′26″ в. д.
Головная станция каскада, ГЭС плотинного типа мощностью 2,2 МВт. Образует регулирующее для всего каскада Толмачёвское водохранилище. Введена в эксплуатацию в 1999 году.

## Толмачёвская ГЭС-2
52°36′31″ с. ш. 157°32′29″ в. д.
Средняя ступень каскада, станция деривационного типа мощностью 24,8 МВт. Введена в эксплуатацию в 2011 году.

## Толмачёвская ГЭС-3
52°37′40″ с. ш. 157°26′53″ в. д.
Нижняя ступень каскада, станция деривационного типа мощностью 18,4 МВт. Введена в эксплуатацию в 2000 году.

## История строительства и эксплуатации
Планы по строительству каскада ГЭС на реке Толмачёва начали обсуждаться в начале 1990-х годов. Задачей станций предполагалось энергоснабжение изолированного в те годы от центрального энергоузла Камчатки Усть-Большерецкого района. Решение о необходимости строительства каскада малых ГЭС на р. Толмачева, в качестве первоочередных опытно-экспериментальных объектов малой гидроэнергетики на Дальнем Востоке, утверждено Президентом РАО «ЕЭС России» А. Ф. Дьяковым в 1993 году. Проект строительства каскада ГЭС на реке Толмачёва был утверждён Правительством России в 1995 году. Институтом «Ленгидропроект» был спроектирован каскад из трёх станций: головной ГЭС-1 с регулирующим водохранилищем и деривационных ГЭС-2 и ГЭС-3, на которых сосредоточена основная мощность и выработка каскада.
Строительство Толмачевских ГЭС началось в 1997 году, в качестве первоочередного объекта были выбраны ГЭС-1 и ГЭС-3, введённые в эксплуатацию в 1999—2000 годах. Строительство Толмачёвской ГЭС-2 было начато в 2000 году, но в связи с введением аукционов на морские биоресурсы инвестиции со стороны рыбодобывающих предприятий резко сократились, строительство станции в основном производилось за счёт средств федерального бюджета, выделявшихся в недостаточных объёмах, и сильно затянулось. В 2001 году была начата разработка котлована станции, в 2003—2006 годах были построены водосброс и водоприёмник, в 2008—2010 годах — плотина, в 2002—2010 годах — трубопровод. Гидроагрегаты Толмачевской ГЭС-2 были пущены в 2011 году, строительство станции завершилось в 2013 году. Станции Толмачёвского каскада соединены линией электропередачи 110 кВ с Центральным энергорайоном Камчатки и работают по пиковому графику. До 2019 года эксплуатировались ПАО «Камчатский газоэнергетический комплекс» (дочернее общество ПАО «РусГидро»), затем вошли в состав «Камчатскэнерго».
Строительство Толмачёвской ГЭС-4 (мощность — 10 МВт и выработкой 40 млн кВт·ч.) было включено в проект программы развития гидроэнергетики России до 2020 г., а также в ФЦП «Экономическое и социальное развитие Дальнего Востока и Забайкалья на период до 2013 года», но строительство начато не было. В 2020—2022 годах институтом «Ленгидропроект» была разработана предпроектная документация, в 2024 году начаты работы по инженерным изысканиям и проектированию Толмачевской ГЭС-4, которые планируется завершить в 2025 году. По предварительным оценкам, станция имеет деривационную компоновку, её мощность составляет 6 МВт, среднегодовая выработка электроэнергии — 41,55 млн кВт⋅ч.